# Мурашко Олександр Олександрович
Олекса́ндр Олекса́ндрович Мура́шко (ім'я при народженні — Олександр Крачковський; 26 серпня (7 вересня) 1875 , Київ  — 14 червня 1919 , Київ  — український живописець, педагог і громадський діяч. Племінник Миколи Мурашка (1844—1909) — українського художника і педагога.

## Життєпис

### Дитинство
Народився 26 серпня (7 вересня) 1875 року в Києві, у записі про народження в метричній книзі відомостей про батька немає, оскільки мати Марія Іванівна Крачковська народила його поза шлюбом. До семи років жив біля містечка Борзни на Чернігівщині, де його виховувала бабуся, проста селянка, яка своїми оповідями про героїчні часи козацтва та народною мудрістю пробуджувала в дитини уяву, любов до природи.
Дядько Олександра забирає хлопця, покинутого матір'ю, від бабці до себе. Але з часом у матері Олександра, Марії Іванівни Крачковської, прокидаються материнські почуття, й тепер хлопець живе з нею. Після її одруження Олександр переїжджає до Чернігова, де в його вітчима, Олександра Мурашка, рідного брата художника Миколи Мурашка, була невелика іконописна майстерня, заснована 1827 року. Господар починає активно залучати пасинка до роботи.

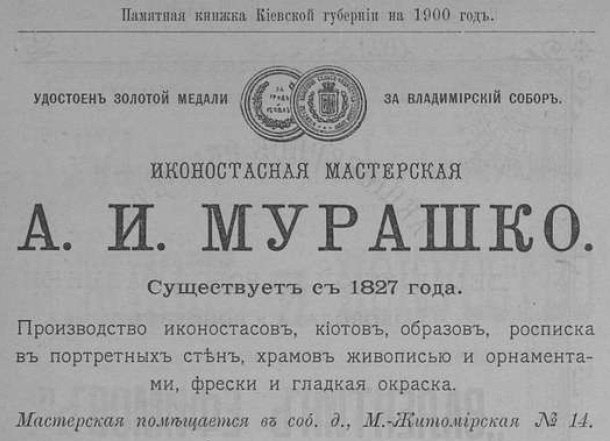
Реклама іконостасної майстерні вітчима Олександра Мурашка. Київ, 1900 рік.

Наприкінці 1880-х, отримавши замовлення на проведення оформлювальних робіт (ґрунтування стін, малярні і позолотні роботи, виготовлення меблів), вітчим разом із сім'єю й майстернею перебирається до Києва. Майстерню розмістили у власному будинку на Малій Житомирській, 14. Саме від брата Олександр Мурашко, власник іконостасної майстерні в Чернігові, дізнався про заплановані великі роботи в Києві у Володимирському соборі й переніс свою майстерню до Києва, отримавши підряд на ґрунтування стін і позолотні роботи. А згодом — і на виготовлення церковних меблів. За інформацією Ігоря Шарова, верхні, мармурові, колони іконостаса виготовлено в Італії, а нижні, дерев'яні, — у майстерні О. Мурашка.
Підліток опинився в центрі знаменної події, яка сколихнула художні кола Російської імперії: на його очах народжувались розписи Володимирського собору. Олександр спостерігав за роботою таких майстрів, як В. Васнєцов, М. Нестеров. Саме вони та професор Адріан Прахов першими звернули увагу на потенціал «худого, високого, лохматого, соромливого» підлітка.
Малювання для Мурашка стає сенсом життя:
|  | «Якось розмалював недавно побілену стіну сходів, за що отримав значного прочухана. Мріяв: коли виросту - стану великим художником, але батько й слухати про це не хотів. Йому були потрібні працівники в іконописній майстерні...» |

Конфлікти з вітчимом змусили п'ятнадцятирічного Сашка залишити родину і заробляти на життя самостійно. Ночував на схилах Дніпра, на баржах — застудився, але Олександр Іванович не прийшов на допомогу, адже хотів скорити пасинка своїй волі.
Розумів хлопця й підтримував його бажання стати художником не Олександр, а Микола Мурашко — дядько Олександра Мурашка, рідний брат вітчима, засновник і незмінний керівник Київської малювальної школи (відомої також за його іменем).
Зусиллями Прахова, Васнєцова і Нестерова опір Олександра Івановича було зламано. Примирившись із вітчимом, отримавши деяку суму грошей на дорогу та його прізвище, Олександр їде до Петербурга.

### Академія

Фотопортрет О. Мурашка, 1895

Восени 1894 року Олександр Мурашко вступає до Вищого художнього училища при Петербурзькій Академії, а у 1896 стає студентом майстерні Іллі Рєпіна, кумира петербурзької молоді. Мурашко зі своїми товаришами Борисом Кустодієвим (1878—1927) і Філіпом Малявіним (1869—1940) переймає гуманістичні ідеали його мистецтва, наслідує принципи живописних методів — вільну манеру письма з її пастозним розмашистим мазком і пластичною проробкою форми.
Під впливом Рєпіна сформувався талант Мурашка-портретиста, про що свідчать його ранні, позначені високим рівнем професіоналізму, твори. Одним з них є портрет Миколи Петрова, в якому глибина психологічного трактування поєднана з динамізмом композиції.
Рєпінська школа заклала реалістичні основи мистецтва Мурашка. До яких би живописно-декоративних пошуків не звертався надалі художник, він завжди утверджував реальність буття як найвищий прояв краси світу.

### Європа
Париж і Мюнхен — два найбільші художні центри Європи початку ХХ століття, один з яких представляв мистецтво імпресіонізму і постімпресіонізму та свій варіант арт нуво, а другий — мистецтво модерну. Перебуваючи за кордоном у 1901—1903 роках, Мурашко, безперечно, відчув їхній вплив. Втім, потрапивши до Парижа, він насамперед відвідує Лувр, де уважно вивчає твори іспанця Дієґо Веласкеса (1599—1660): його симпатії все ще на боці старих майстрів.
Поступово під впливом вражень безпосередньо від особливостей життя і побуту міста, від побаченого в музеях, на виставках у живописі Мурашка з'являються певні новації, які походять від основ імпресіонізму.
Художник прагне до більшої витонченості тональних переходів, передачі рефлексів вечірнього штучного освітлення, яке створює виразні світлові ефекти. Розуміючи, що «Париж — прекрасне місце для загального розвитку, а не для роботи», майстер вирушає до Мюнхена з його по-німецьки діловим художнім життям. У Німеччині художник серйозно працює над вдосконаленням свого малюнку, а також знайомиться з роботами представників мюнхенської сецесії.
Вже під час перебування у Франції Мурашко намагається використовувати певні прийоми стилю модерн — в композиції, у формотворенні кольорових мас і лінійних ритмів. Йому імпонують естетичні принципи цього стилю, прагнення повернути втрачену імпресіоністами пластичну матеріальність живопису. Але Мурашко залишається далеким від образної штучності модерну, його міфологічно-символічних алегорій. Художник знаходить свою дещицю умовності в реальності. За його узагальненнями завжди стоїть живий, невигаданий світ.

### Визнання

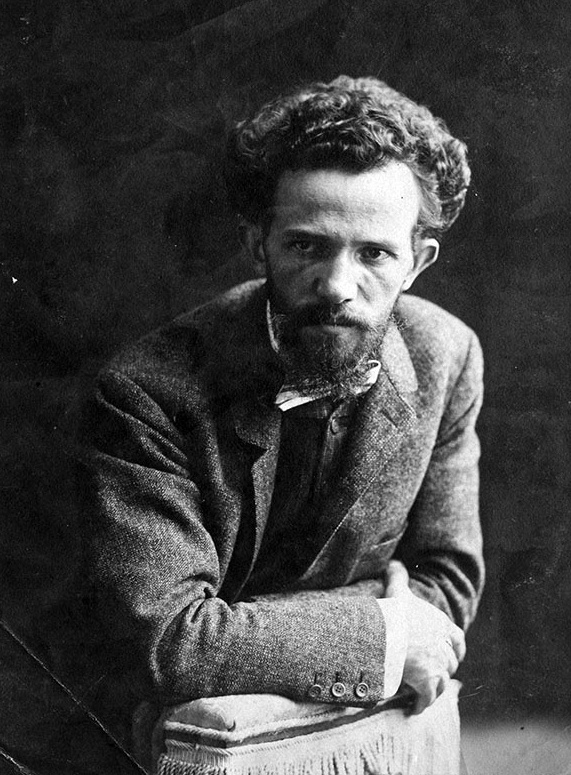
Олександр Мурашко, бл. 1905 р.

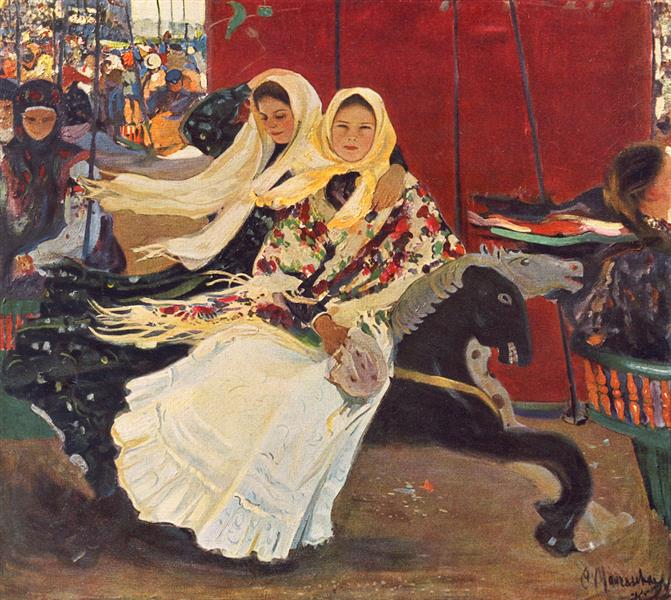
«Карусель», 1906

1904 року повертається до Петербурга. Опинившись у звичному для себе середовищі, багато працює, прагнучи на практиці закріпити все те, що вже пройшов, і знайти те нове, що могло б ствердити власні позиції. Таким новим твором стає для художника картина «Карусель» (1906), яка принесла Мурашкові світове визнання: представлена на Мюнхенській міжнародній виставці, вона отримала золоту медаль. Художник отримує запрошення із столиць і міст Європи — Берліна, Відня, Парижа, Амстердама, Мюнхена, Венеції.
Персональну виставку з 25 робіт Мурашко експонував у Берліні, Кельні, Дюссельдорфі (1909). У 1911-1912 художник брав участь у виставках мюнхенського «Сецесіону». Твори українського митця користувалися незмінним успіхом в Європі, їх відзначала художня критика, друкували журнали. Картину «Карусель» придбали зразу з виставки для Музею образотворчих мистецтв Будапешта.
Ескіз до картини «Карусель» (1906) зберігає Національний художній музей України.
Визнання Олександра Мурашка стало визнанням не лише окремого художника, а і його Батьківщини. Завдяки Мурашку українське мистецтво вийшло зі стану вузько національного, провінційного, талант митця підняв його до західноєвропейського рівня, а його твори долучені до контексту світового художнього процесу.

## Київ

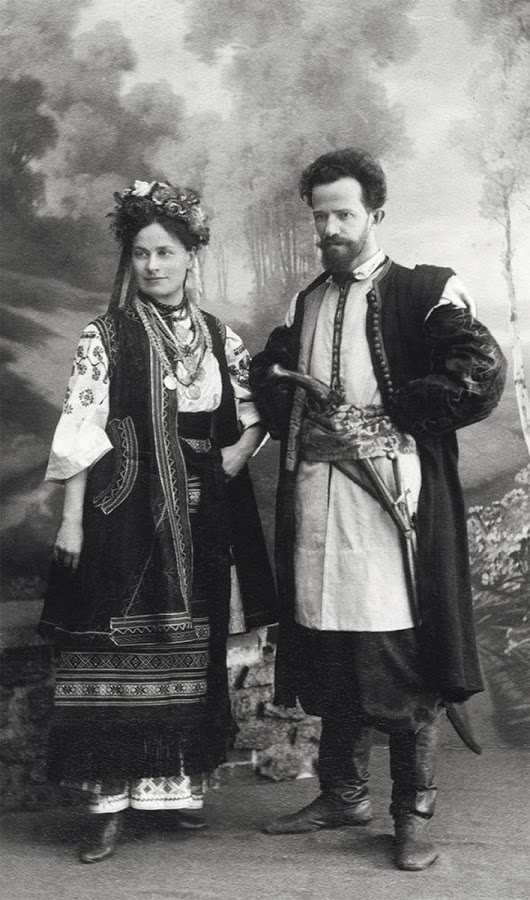
Маргарита та Олександр Мурашки. 1909 р

### Виставкова діяльність[6]
У 1907 художник остаточно повернувся з Петербурга до Києва. Не полишаючи активної участі у вернісажах столичного міста, він розпочав самостійну діяльність у київському виставковому житті. Митець яскраво продемонстрував свій талант на ювілейній виставці першого вчителя і дядька — Миколи Мурашка (14.11—07.12.1908 рік). Маргарита Мурашко, дружина художника, згадувала, що роботам Олександра Олександровича була відведена окрема зала. Майстер експонував картини «Карусель», «Кав'ярня», портрети Я. Станіславського, М. Мурашка (портрет «Старого вчителя»), «На ковзанці» (портрет Олександри Мурашко), «На терасі» (портрет Олександри Мурашко), «На кормі» (портрет Жоржа Мурашка) та інші роботи.
На III виставці картин групи київських художників (05.03.1910—04.04.1910 р.) О. Мурашко представив 4 роботи. Каталог свідчить, що це були портрети Маргарити Мурашко на Капрі, Олени Прахової за кроснами, співака Павла Андрєєва, а також графічне зображення Софії Філіпсон. 
На початку 1911 у міському музеї Києва відкрилася IV виставка київських художників (22.01.1911—27.02.1911), в якій взяло участь чимало відомих митців, таких як Олександр Богомазов, Євген Вжещ, Василь Кричевський, Петро Левченко, Абрам Маневич, Микола Пимоненко та, звісно ж, Олександр Мурашко. Митець представив на розсуд киян декілька своїх робіт: портрет В. Дитятиної, портрет професора М. Воскобойникова та декілька етюдів.
Зчинив справжній фурор на V виставці київських художників (02.12.1912—06.01.1913), де він знову продемонстрував мешканцям рідного міста неабиякий талант живописця. Київський вернісаж функціонував у Педагогічному музеї, а кількість відвідувачів виставок у Києві з кожним роком зростала і в 1912 сягнула 5 500 осіб, що в матеріальному вираженні становило понад 2 000 карбованців. Перлинами серед представлених картин були роботи О. Мурашка: портрет пастора Юнгера та «Неділя» (в оригіналі — «Воскресный день»). Художник і художній критик Г. Бурданов так писав про 5-у імпрезу киян: «Беззаперечно, О. Мурашка варто вважати найсильнішим художником на виставці. Зала з роботами митця найбільша цінність на вернісажі киян». Далі автор пише: «Не можна не дивуватися тому факту, що роботи О. Мурашка є в королівському музеї картин в Бухаресті, в приватних руках в Англії та Америки, а в музеях Російської імперії його полотна відсутні».
З початком війни актуальними стали благодійницькі імпрези, в яких полотна О. Мурашка також були представлені. Яскравим прикладом був захід, що проходив в стінах університету Св. Володимира у 1915 році. Роботи, які виставляли в актовій залі університету, перебували в приватній власності професора Г. Павлуцького та Л. Виноградської.
VIII вернісаж київських художників відкрився з дворічною затримкою, у 1916 (14.02. — 20.03.). Представив чотири роботи: «Праля», «Надвечір'я» (в оригіналі –"Къ вечеру"), а також портрет та етюд.
Олександр Мурашко був справжньою зіркою на першій виставці Київського товариства художників (11.03. — 09.04.1917), митець представив на розсуд киян десять робіт, серед яких були «Портрет Б. В. Енні», «Сімейний портрет», «Весна 1916 р.», «Сонячний рефлекс», «Портрет старої» та безліч малюнків і етюдів.
Найбільша виставка творів митця була організована в приміщені Української Академії мистецтв, на жаль, вже після його жорстокого вбивства. Її ідейним натхненником був мистецтвознавець Федір Ернст, саме йому вдалося зібрати понад 70 робіт Олександра Мурашка та гідно їх презентувати. Усі полотна були поділені на 3 секції: закінчені роботи, етюди й ескізи. Імпреза 1922 року була яскравим завершенням творчої та виставкової діяльності талановитого художника.
Київ був містом, яке Мурашко по-справжньому любив:
|  | «тут сонце, тут чудесна природа, тут власна культура...» |

### Мистецькі пошуки
Починається час активної роботи, спрямованої на створення самобутньої образно-пластичної системи.
Від традиції Мурашко переходить до новаторства. В його живописі органічно з'єднались імпресіоністична пленерність і етюдність з чіткою організацією форм, їх декоративним узагальненням і монументалізацією. Все це сповнене силою емоцій художника — темпераментного, динамічного, із почуттям краси світу в душі.
Прагнення віднайти нову формулу мистецтва, яка б відповідала характеру часу, стало рисою початку XX століття. В Україні митець Мурашко став першим, хто пішов шляхом пошуків та експериментів. Від імпресіоністів йде його ескізність, від арт нуво манера писати широким пензлем, а реалізм оберігав від порожньої формотворчості. Його художня манера схожа з віртуозною художньою манерою шведського художника Андерса Цорна (1860—1920). Але й віртуозу Цорну далеко до колористичних скарбів, що мав не менш талановитий Олександр Мурашко. За ним йшли А. Маневич, Ф. Кричевський, О. Богомазов, О. Екстер, А. Петрицький тощо.
Щаблі еволюції творчості художника можна спостерігати на його портретних творах. Помітно, як поступово художник виводить свою модель з інтер'єру на природу, яка слугує не тлом, а органічним середовищем, перебуває в емоційному та духовному зв'язку з людиною. Так у полотні «Портрет Людмили Куксиної» (1910) Мурашка хвилює ліричний підтекст образу, світлоносність прозорого повітря і білого снігу, на якому так виразно намальовано витончений, темний жіночий силует. Помітним є шлях майстра від колористичної стриманості, притаманний його раннім роботам, до такої посиленої кольорової інтонації, що портрет перетворюється на знак краси та щастя. Можна також простежити зміни в його ставленні до моделі: від поглибленого психологізму — до більш узагальненого трактування образу, підпорядкованого живописно-пластичним задумам художника. Хоча кожне обличчя на його портретах має свій особистий настрій попри ескізність та широкі мазки фарб.
Зміни відбуваються і в його трактовці народної теми — вона ускладнюється, образи стають глибшими, справді психологічними. Вихор веселощів ярмарку вщухає й дає місце тихому суму, спокою, стану, коли людина залишається наодинці зі світом своїх почуттів. Декоративізм синтезується з психологізмом. Народне сприйняття краси стає для Мурашка вирішальним фактором. Воно — в яскравості святкового вбрання селянок, у внутрішній красі природи, в повільному ритмі ліній, форм, притаманних народному устрою.
Водночас Мурашко, людина активна, діяльна, займається не лише творчою роботою. Чудовий організатор, він сам захоплювався і вмів захоплювати інших. Пан Олександр мріяв перетворити Київ на великий художній центр, подібний до Мюнхена, відкрити в ньому Академію мистецтв.
Багато сил віддавав Мурашко вихованню молодих митців. У 1909 році почав викладати в Київському художньому училищі, звідки звільнився 1912 через консерватизм дирекції, — «не хотів витрачати сили на боротьбу з окам'янілостями».
У 1913 відкриває власну студію в домі Гінзбурга, на вулиці Інститутській, 16. Це була одна з найвищих будівель у місті  — 11 поверхів, а студія розмістилася на горищі. Викладання в ній було організоване академічно серйозно і багато в чому нагадувало принципи школи Миколи Мурашка. Окрім малюнку і живопису, читали лекції з історії та філософії мистецтва. Багато молоді переходило з училища до студії на Інститутській.
Художник А. Петрицький пригадував:
|  | «В студії було більше пошуків, цікавіше. Кожному учню Олександр Олександрович намагався відкрити очі на природу і показати, як передавати природу живописом. Він застерігав від розмальовування та від чорноти в картинах. Він вчив зустрічатися з природою як зі святом...» |

Після смерті батька в 1910 Мурашко продає квартиру на Малій Житомирській і купує невеликий будинок з садом на Лук'янівці, будує майстерню. Йому подобається тихе передмістя, де так чудово працювати. Мріє перетворити вулицю Боггоутівську на своєрідне «мистецьке містечко», пропонує друзям оселитися поруч.

### Перерване життя

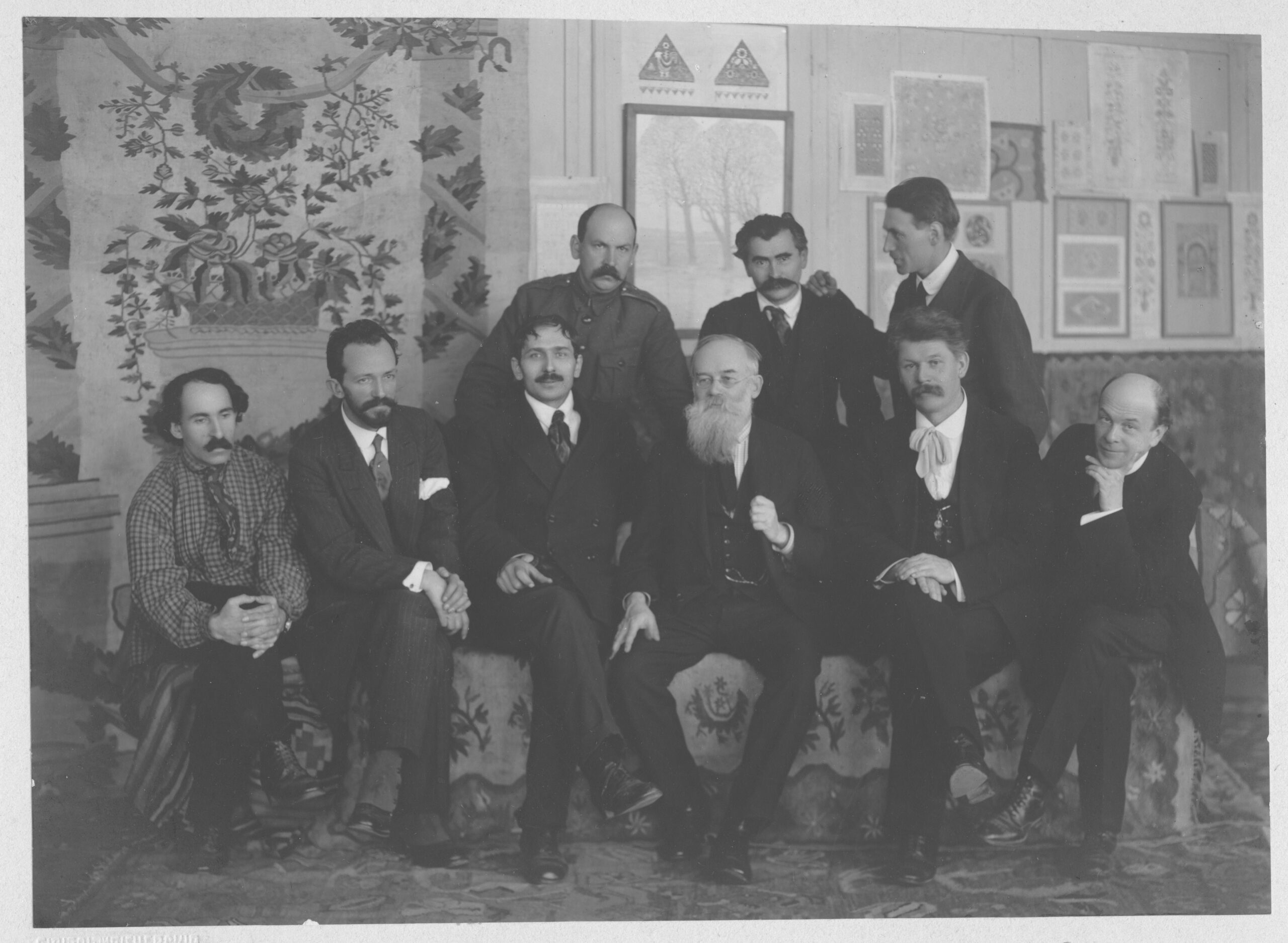
Засновники Української державної академії мистецтв, 5 вересня 1917: Мурашко попереду, другий ліворуч.

Останні роки життя митця були складними і суперечливими для майстра. 1917 року здійснилася його давня мрія — було відкрито Українську Академію образотворчого мистецтва. Мурашко — один з найактивніших її організаторів. До роботи в Академії були залучені такі видатні українські художники, як Георгій Нарбут, Федір Кричевський, Абрам Маневич, Михайло Бойчук, Микола Бурачек. Сам Мурашко очолив одну з майстерень живопису. Але викладання та робота в Художній Раді при Народному Комісаріаті освіти забирали безліч сил і часу. Ось як про це 1918 року писав сам художник:
|  | «Майже два роки нічого не роблю, всього мене втягнуто в організацію художнього життя України, і питання стоїть настільки гостро і складно, що уникнути цього нема жодної можливості. Але твердо сподіваюсь, що, віддавши належне суспільності, буду відпущений для тихої праці...» |

Та навіть у небагатьох творах складного постреволюційного часу, явно проступають нові риси його живописної манери. В картині «Жінка з квітами» Мурашко немов повертається до часів юності, до уроків Рєпіна. Художник легко і точно моделює пластику жіночого обличчя, фігури, оперує тональними переходами, світлотінню. Але завіса, що слугувала тлом, сукня моделі, квіти в її руках написані широко, експресивно, точно. В них — той, звичний Мурашко, з його декоративним багатством реального життя.

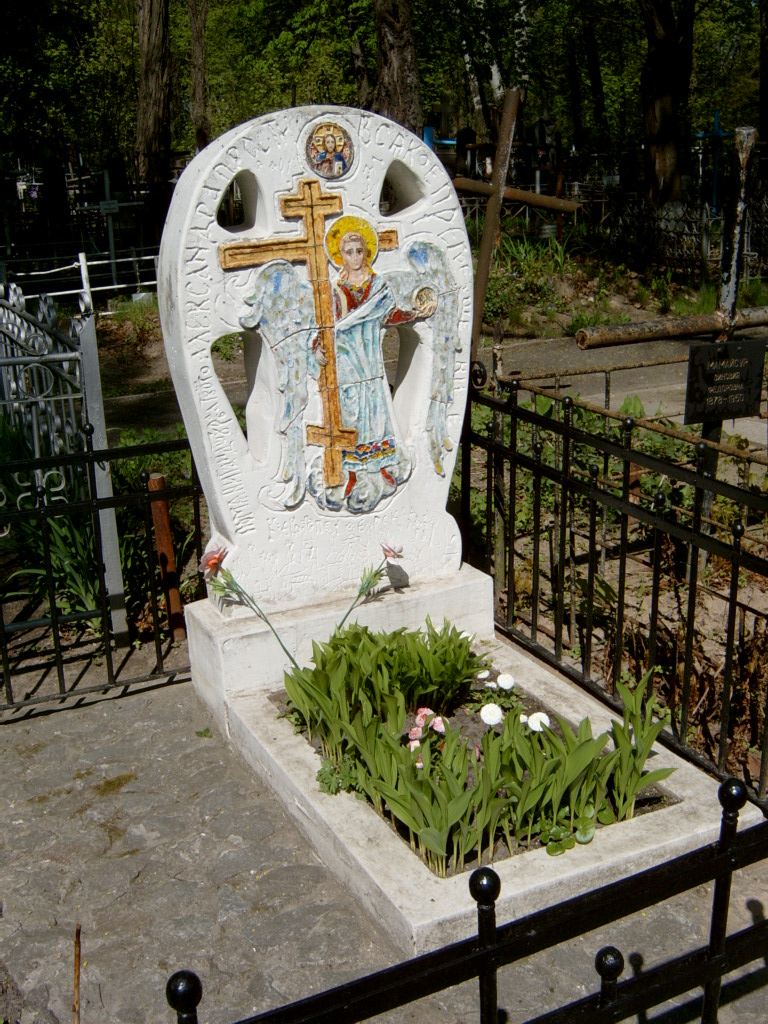
Могила Олександра Мурашка на Лук'янівському цвинтарі.

Олександр Мурашко був вбитий червневої ночі 1919 року неподалік від власного будинку на Лук'янівці пострілом в потилицю. Художник загинув на 44 році життя, повний нових ідей і творчих планів. Тодішня ж преса написала, що «був пограбований і забитий бандитами».
Похований у Києві на Лук'янівському цвинтарі (дільниця № 20, ряд 14, місце 37). Група авторів надгробного пам'ятника — Р. Гавриленко, М. Хімич, В. Чечіль; керівник творчого колективу — Микола Стороженко.

## Родина
- Дружина — Маргарита Августівна Мурашко (до шлюбу Крюгер).
- Донька (названа) — Катерина Олександрівна Мурашко (у шлюбі Гай).
- Онук — Олег Васильович Гай.

## Основні твори
Твори Олександра Мурашка зберігаються в музеях України, Угорщини, Білорусі, Росії, Азербайджану.
Основні твори (подано у формі таблиці):
- «Портрет Миколи Петрова», 1897—1898
- «Портрет Олени Мурашко», 1898—1899
- «Портрет Ольги Нестерової», 1900
- «Похорон кошового», 1900
- «Дівчинка в білому. Портрет Тані Язєвої», 1901—1902. Хмельницький обласний художній музей, Хмельницький
- «Парижанки. Біля кав'ярні», 1902—1903
- «Дівчина в червонім капелюшку», 1902—1903
- «Дівчинка з собакою. Портрет Т.Язевої», 1903—1904
- «Портрет професора Адріяна Прахова», 1904
- «Зима», 1905
- «Портрет Анни Крюгер-Прахової з первістком Володимиром», 1905. Колекція родини Понамарчуків, Київ
- «За п'яльцями. Портрет Єлени Прахової», 1905
- «На ковзанці. Портрет Олександри Іванівни Мурашко», 1905
- «Карусель», 1906
- «На кормі. Портрет Жоржа Мурашка», 1906
- «Сонячні плями. Портрет Жоржа Мурашка», 1908
- «Портрет Маргарити Мурашко», 1909
- «Благовіщення», 1909
- «Портрет Людмили Куксіної», 1910
- «Портрет Віри Дитятіної», 1910
- «Портрет Віри Єпанчиної», 1910
- «Біля ставка. Портрет Маргарити Мурашко», 1913
- «Селянська родина», 1914
- «Праля», 1914
- «Портрет старої жінки», 1916
- «Жінка з квітами», 1918
- «Автопортрет», 1918

## Зображення творів

### Київ,Національний художній музей України

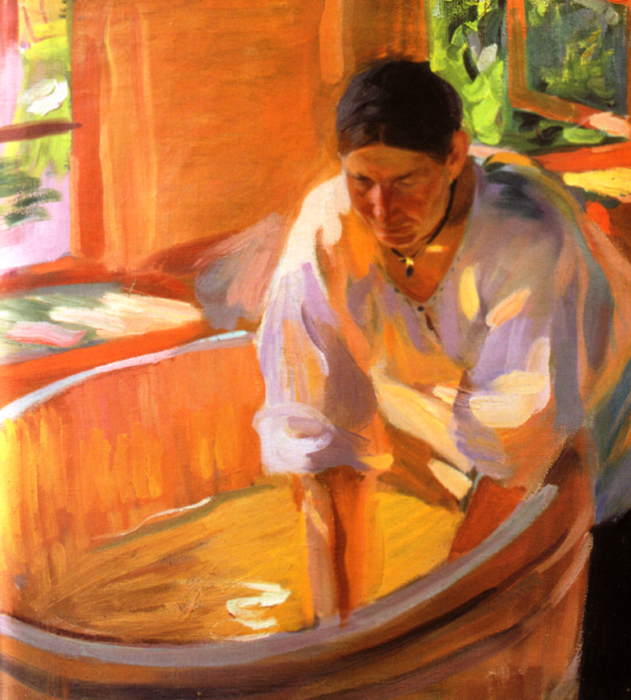
Праля
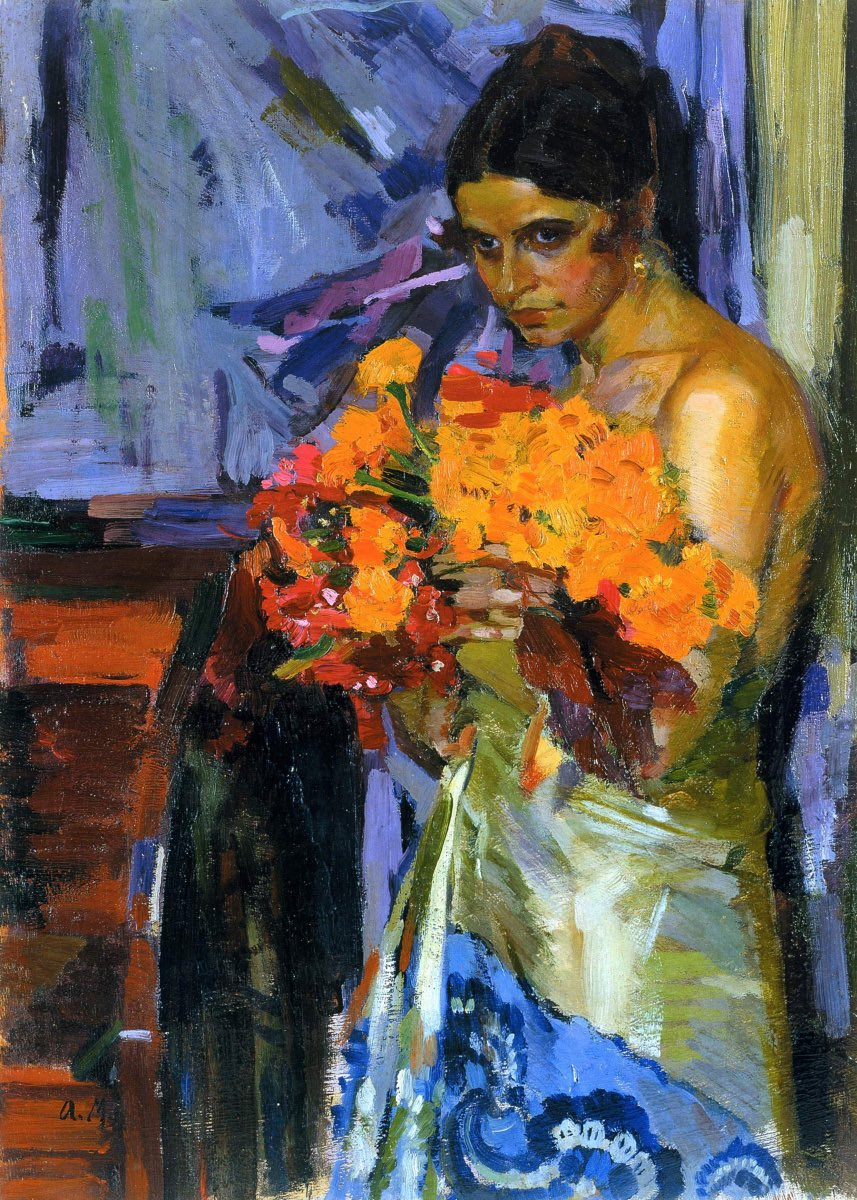
Жінка з квітами
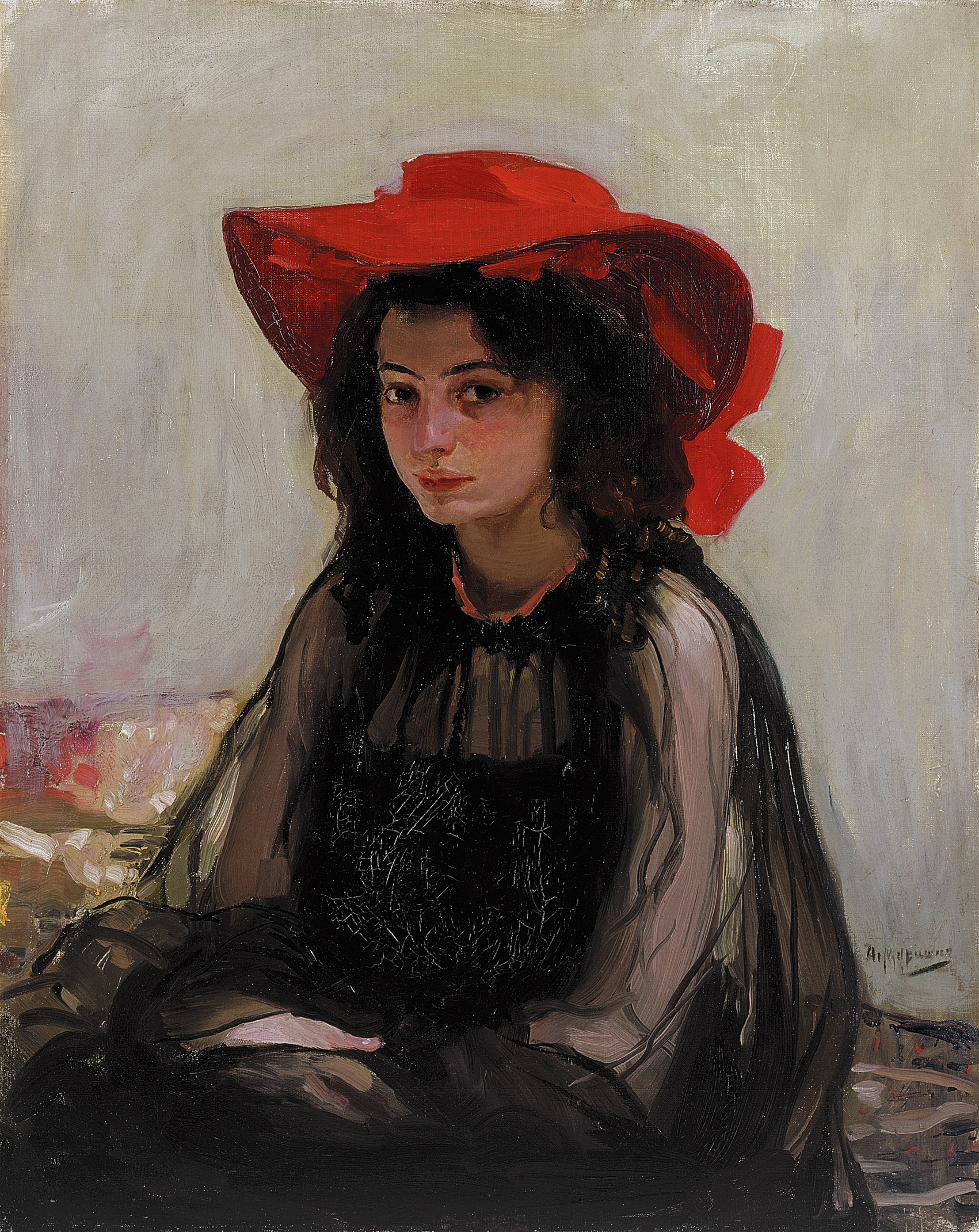
Дівчина в червонім капелюшку
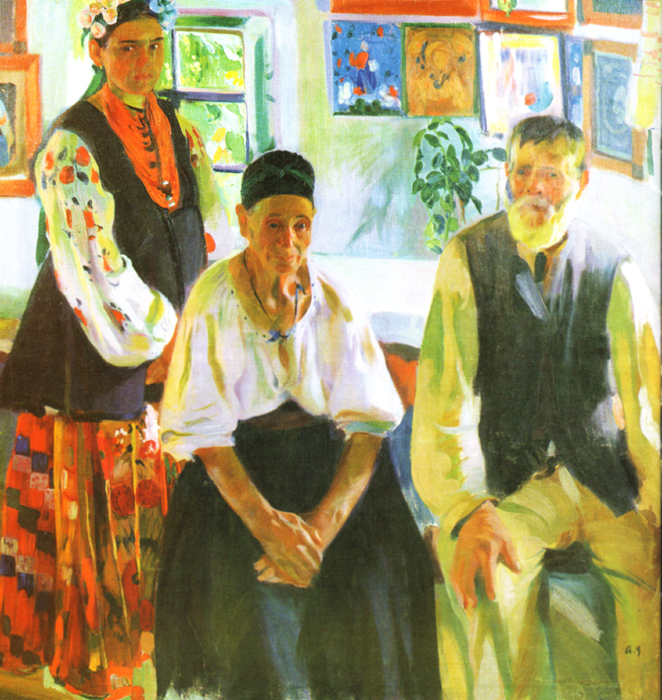
«Селянська родина» — одне з найвідоміших полотен майстра на народну тематику
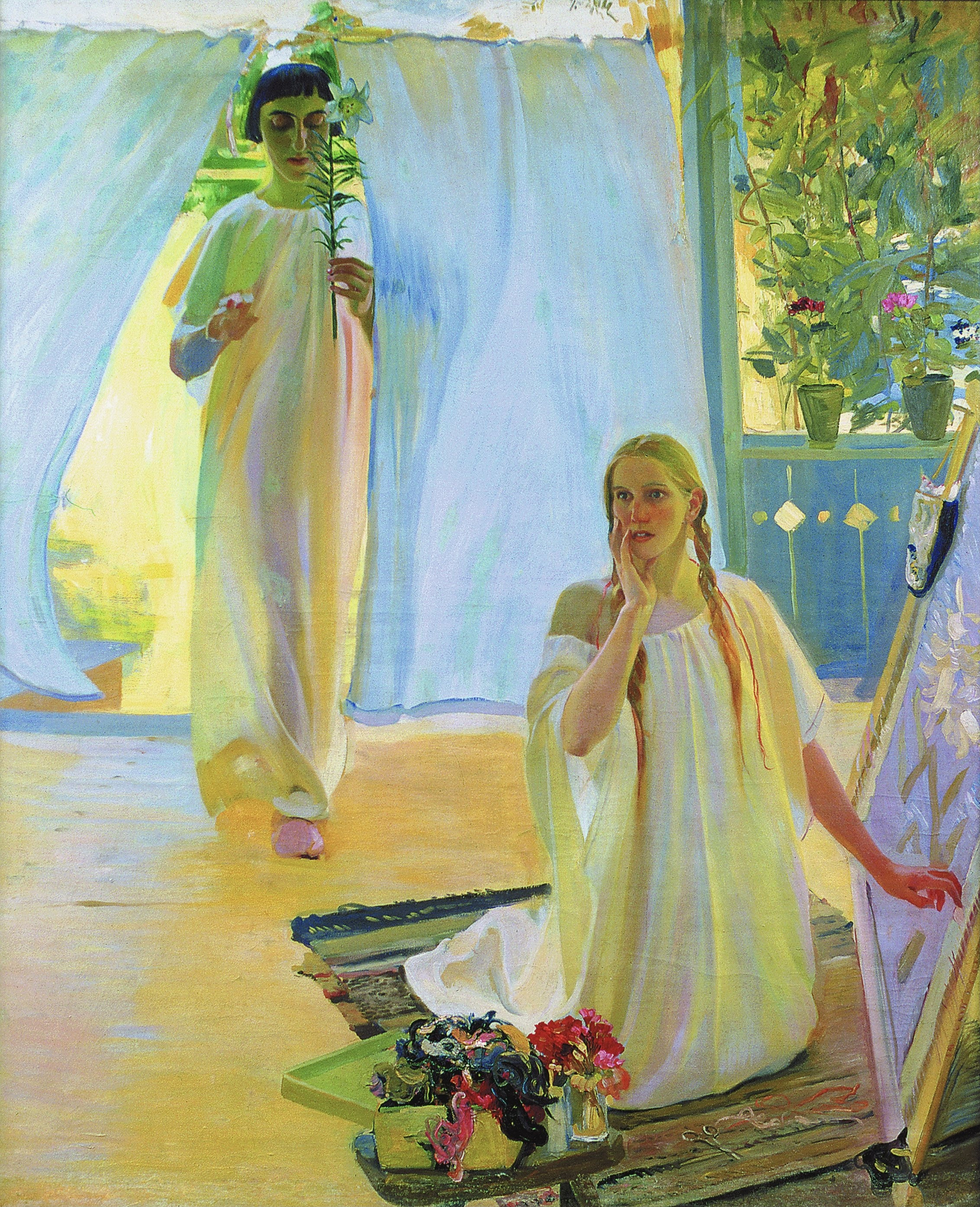
Благовіщення
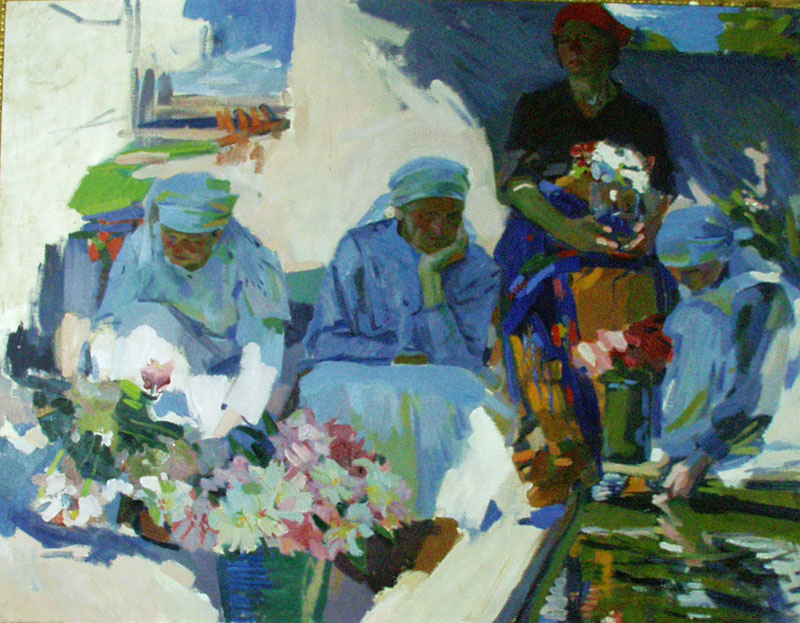
Квіткарки
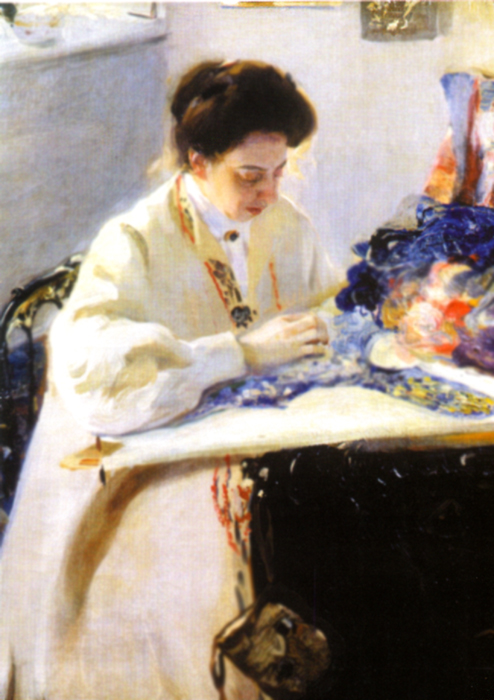
Портрет Єлени Прахової
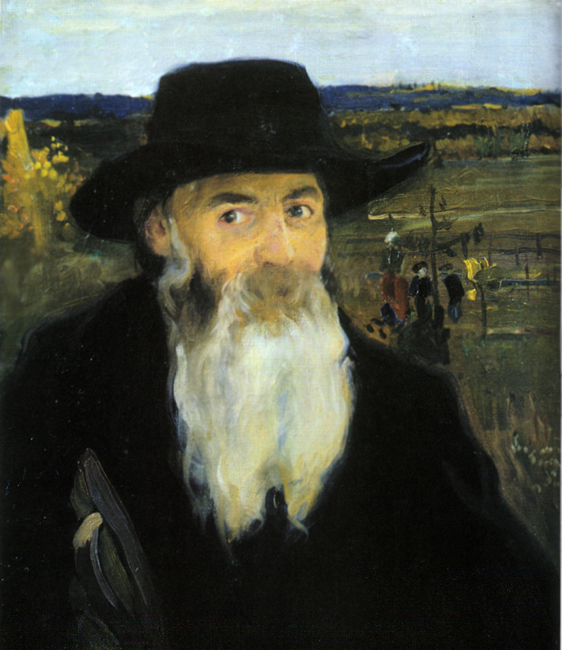
Старий вчитель. Портрет Миколи Мурашка
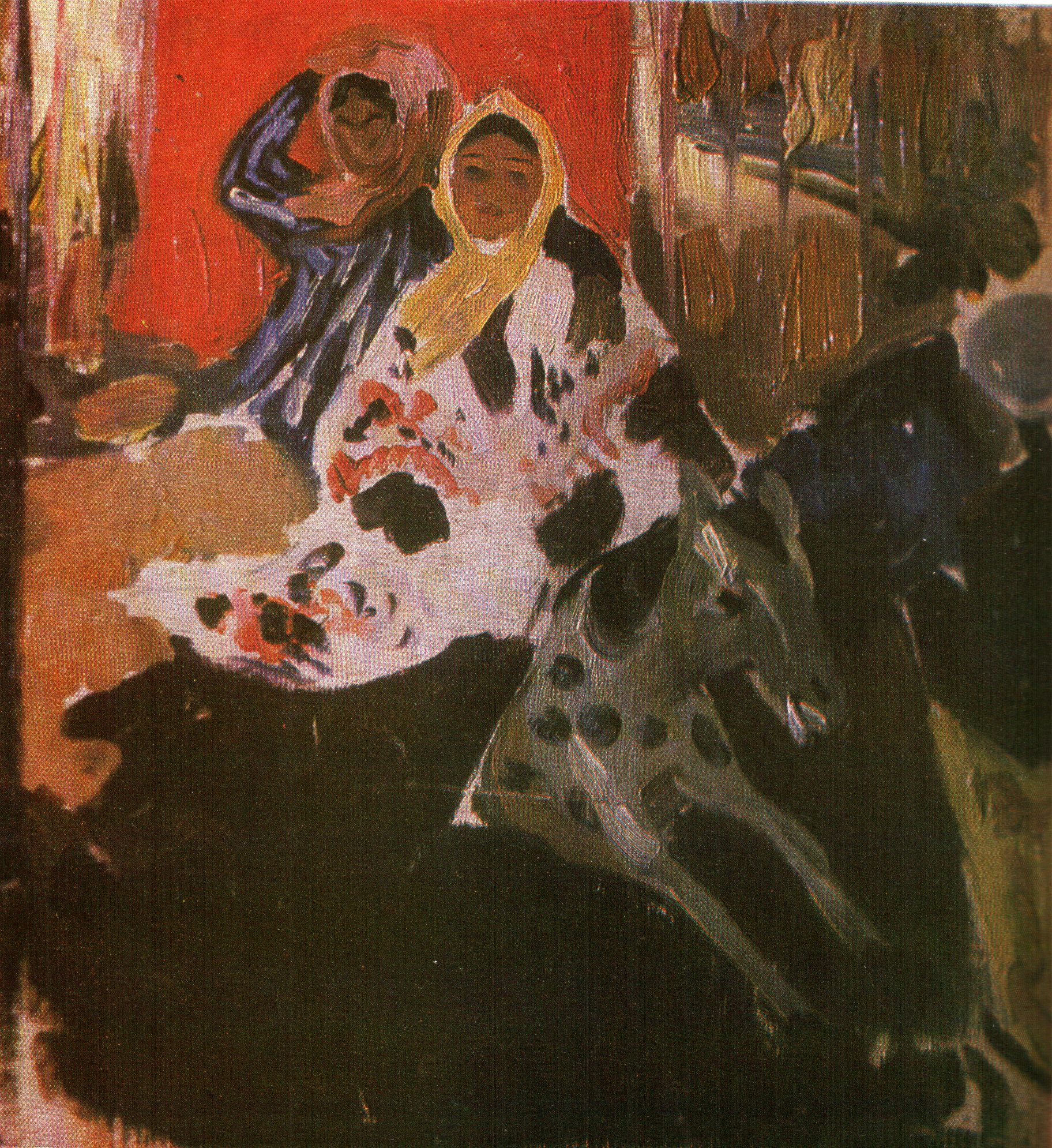
Ескіз до картини «Карусель», 1905
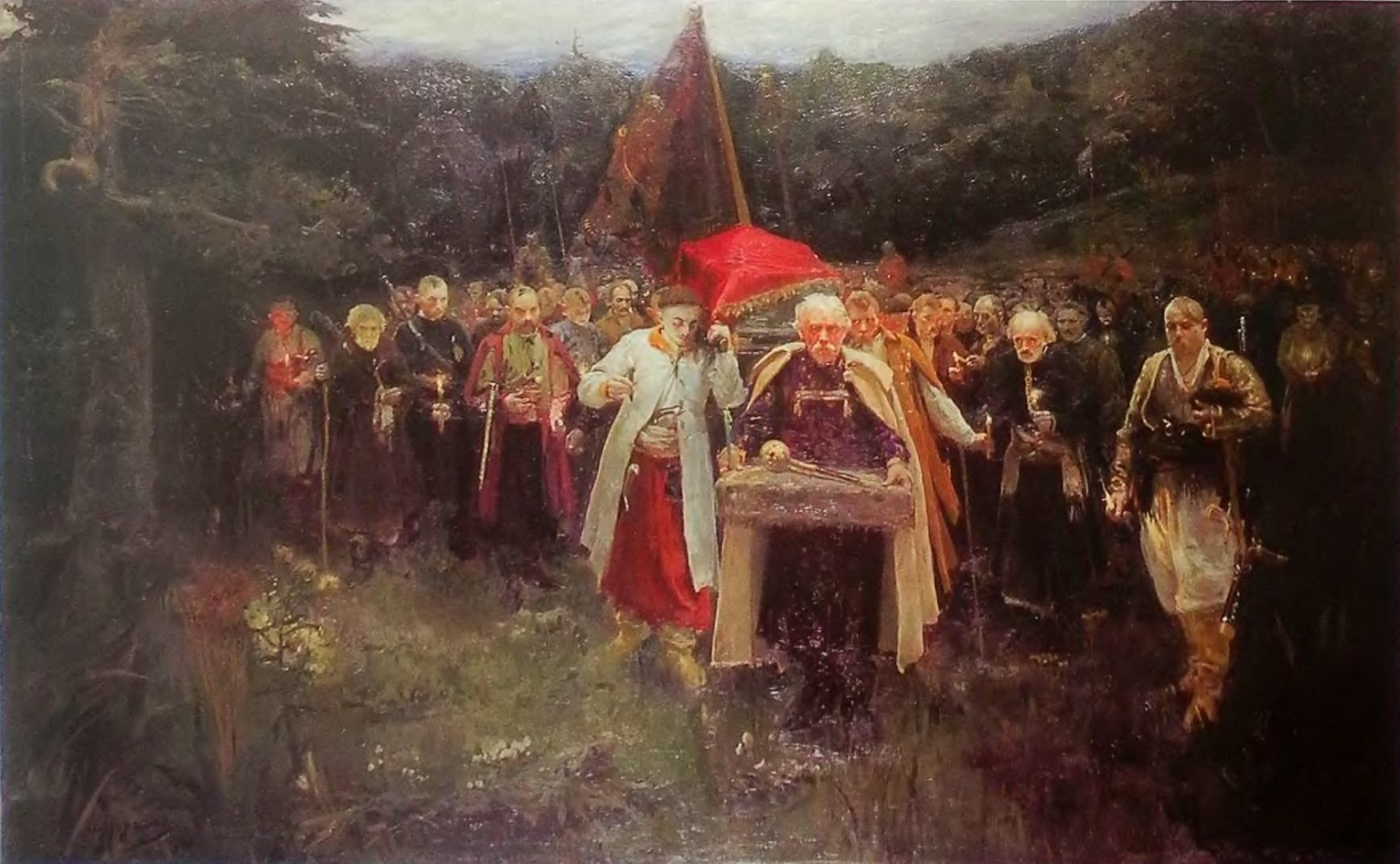
Похорон кошового. 1900
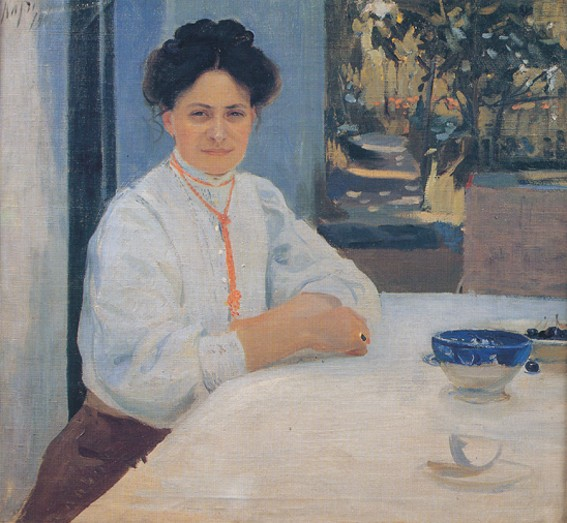
Портрет Маргарити Мурашко
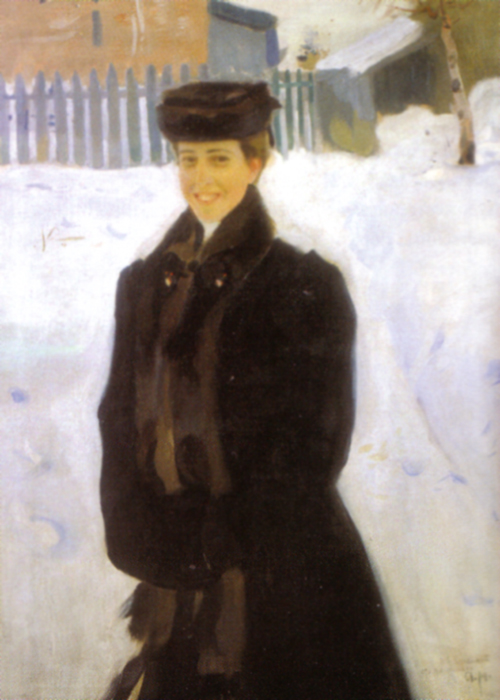
Портрет Людмили Куксіної
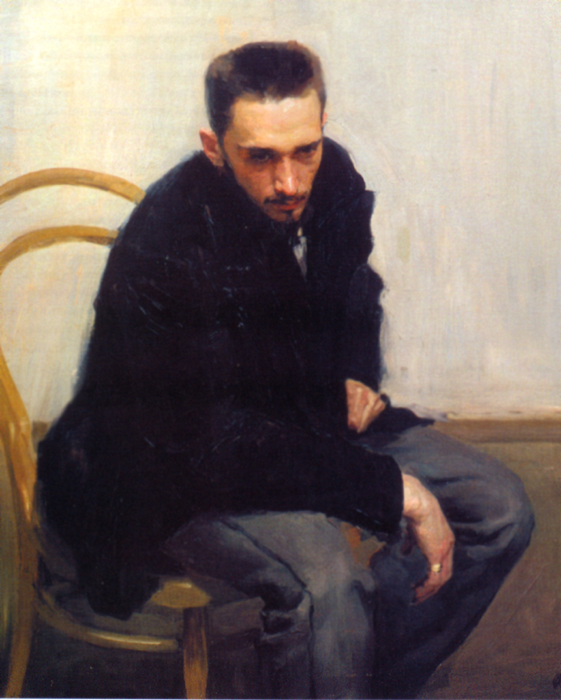
Портрет художника Миколи Петрова
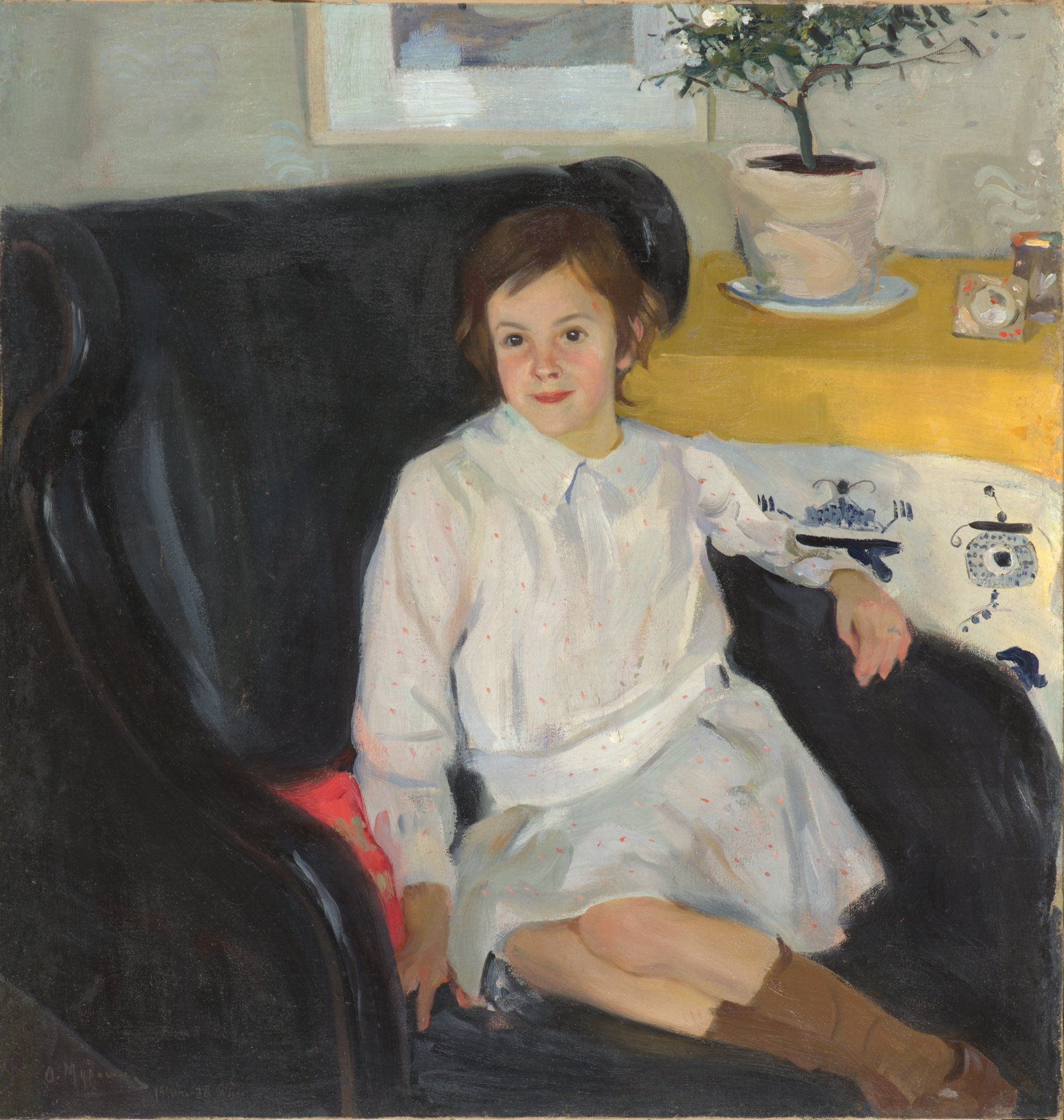
Портрет Наталії Нестерової, дочки художника Михайла Нестерова, 1910
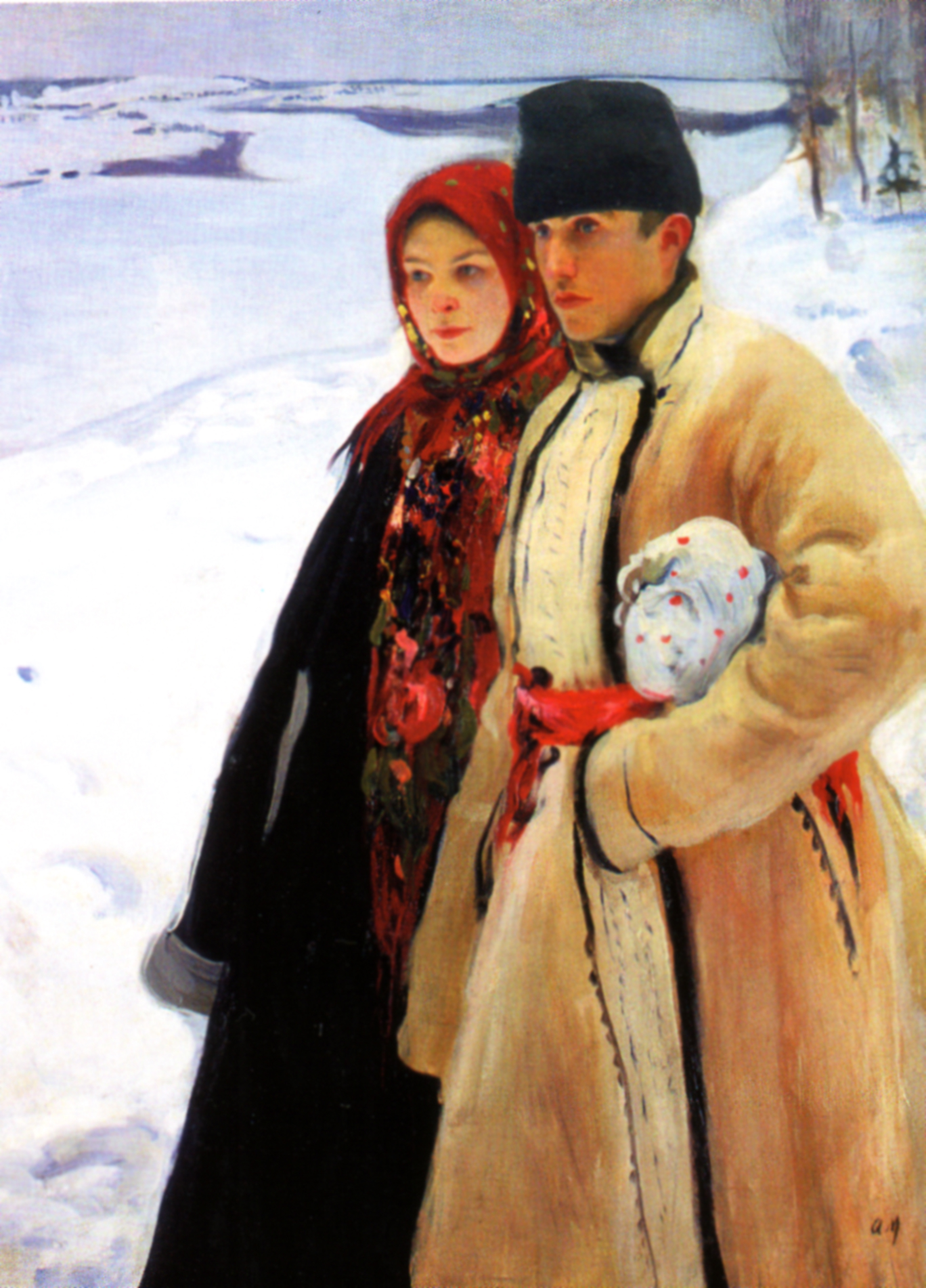
Зима
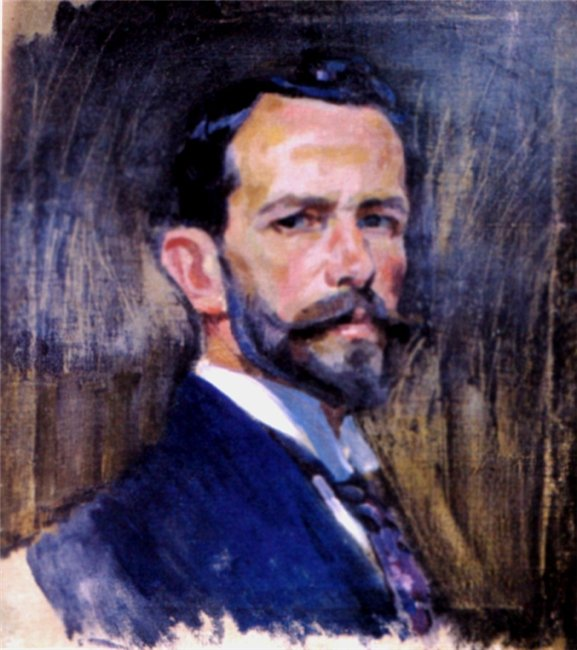
Автопортрет, 1918

### Інші

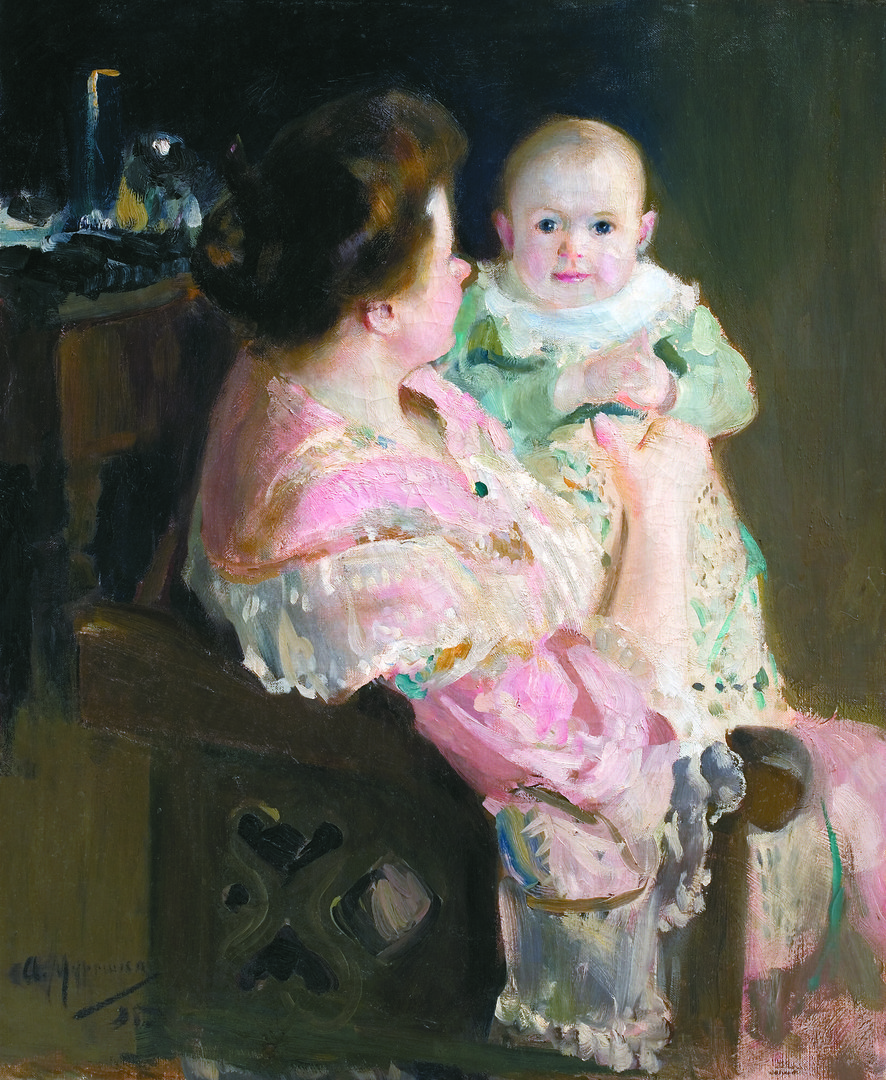
«Портрет Анни Крюгер-Прахової з первістком Володимиром», 1905. Колекція родини Понамарчуків, Київ
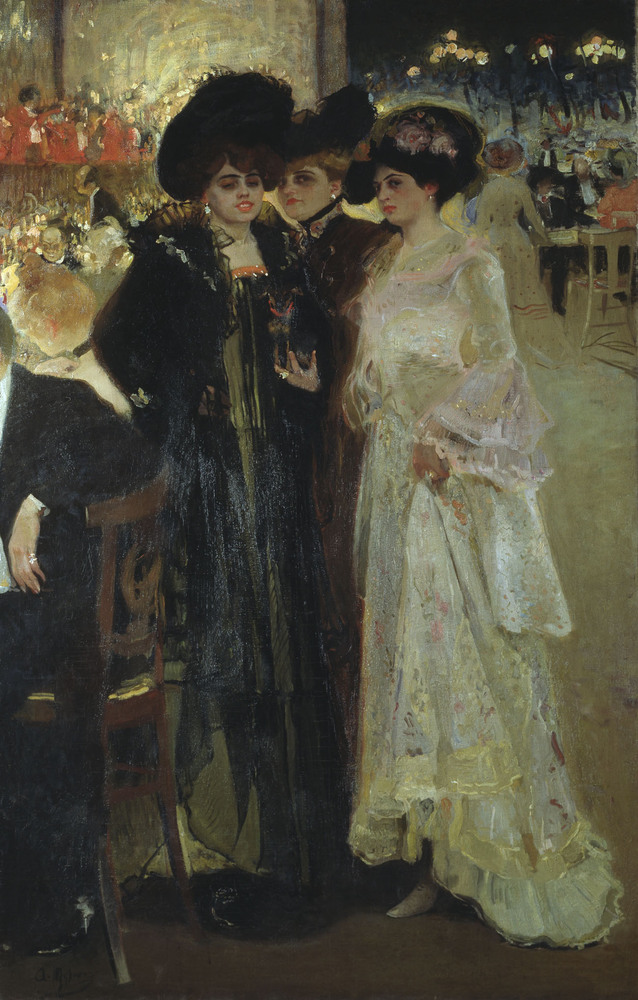
Парижанки. Біля кав'ярні, 1903, Харківський художній музей
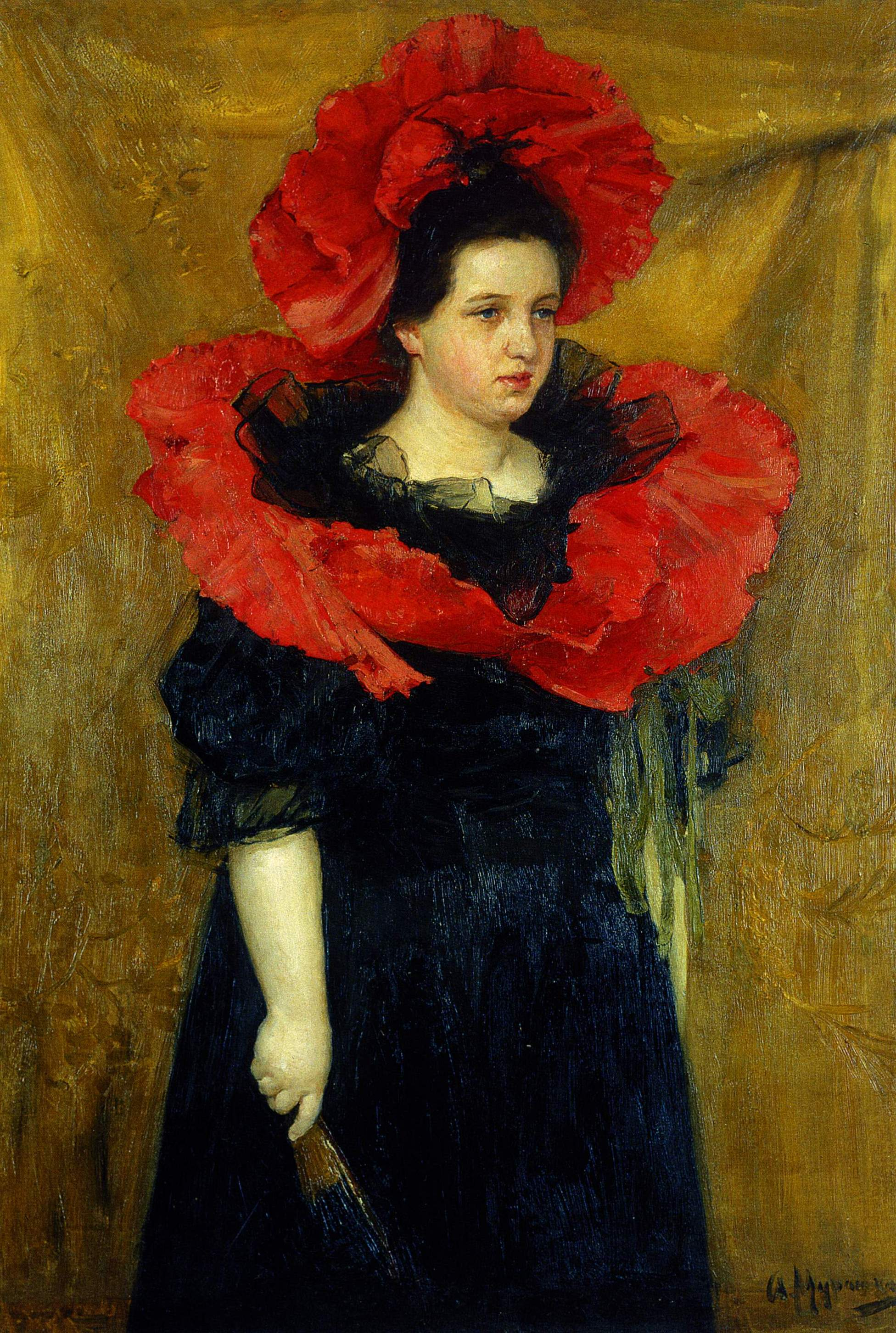
Мак (Ольга Прахова в маскарадній сукні), Національний музей у Львові
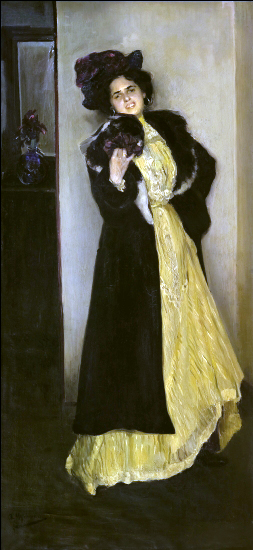
Жіночий портрет (Парижанка), Азербайджанський державний музей мистецтв імені Рустама Мустафаєва
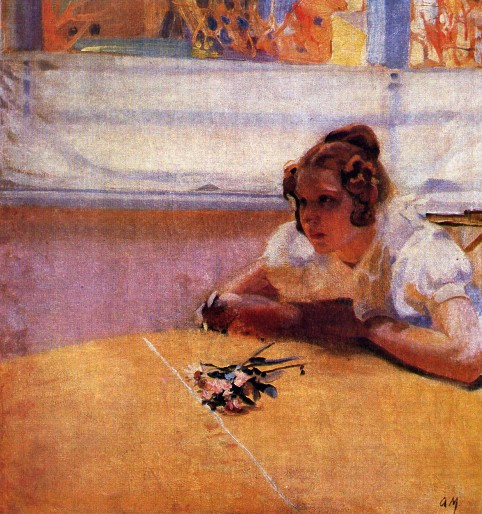
Дівчина біля столу
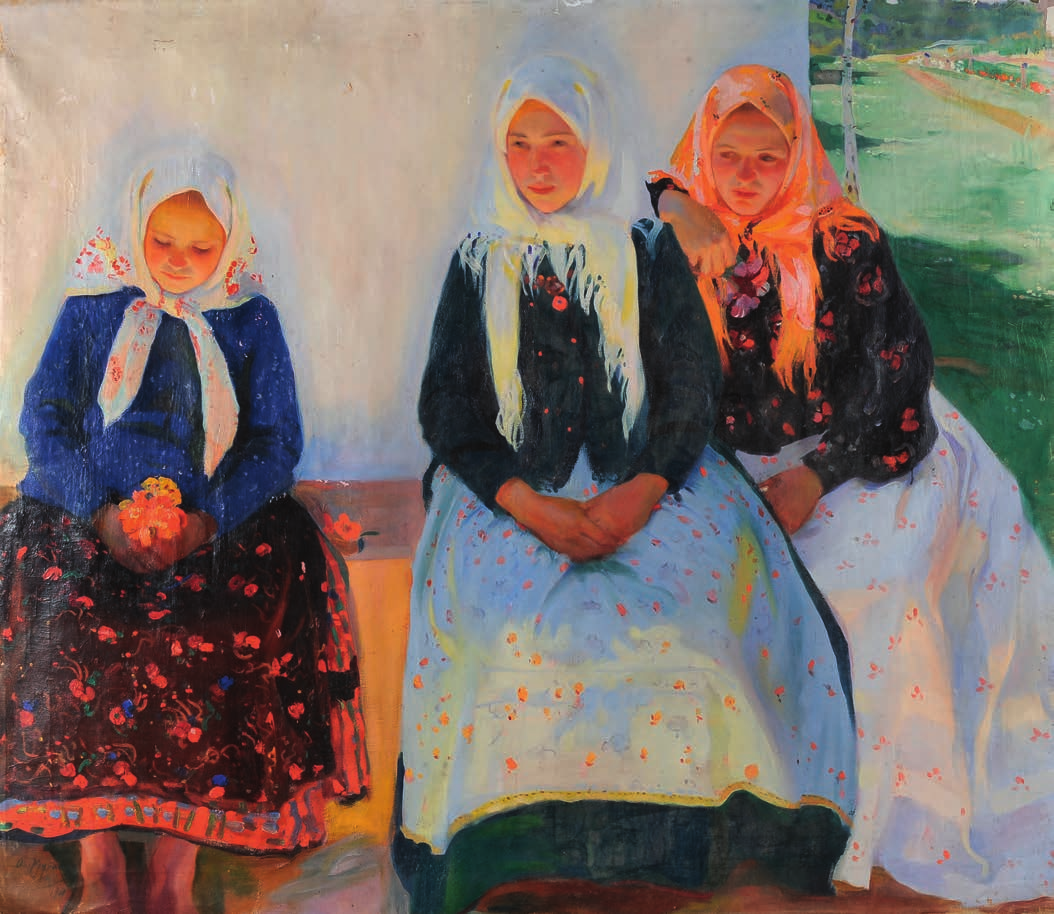
Неділя. Тихий смуток, 1909
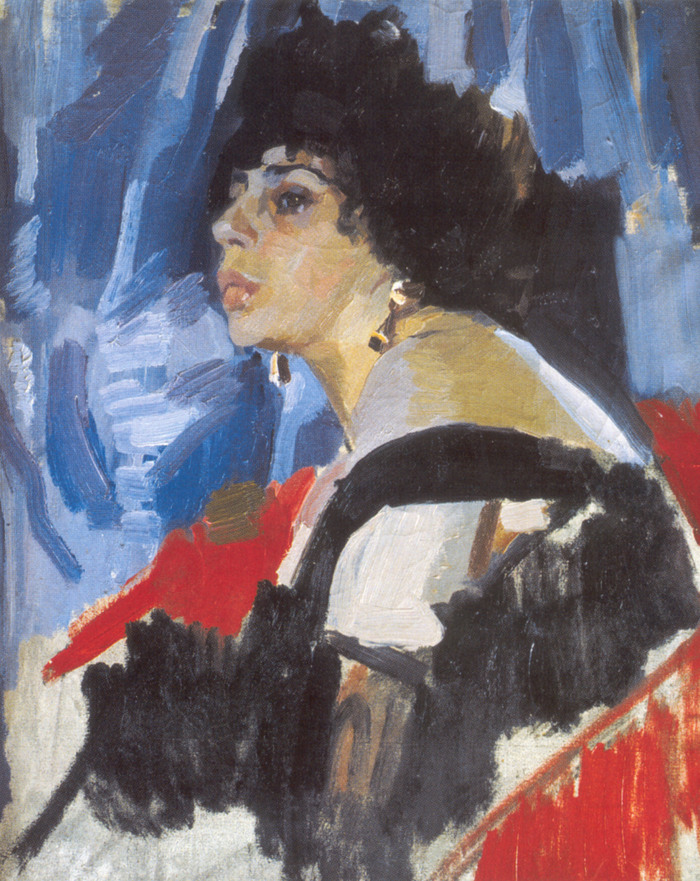
Жінка в чорному
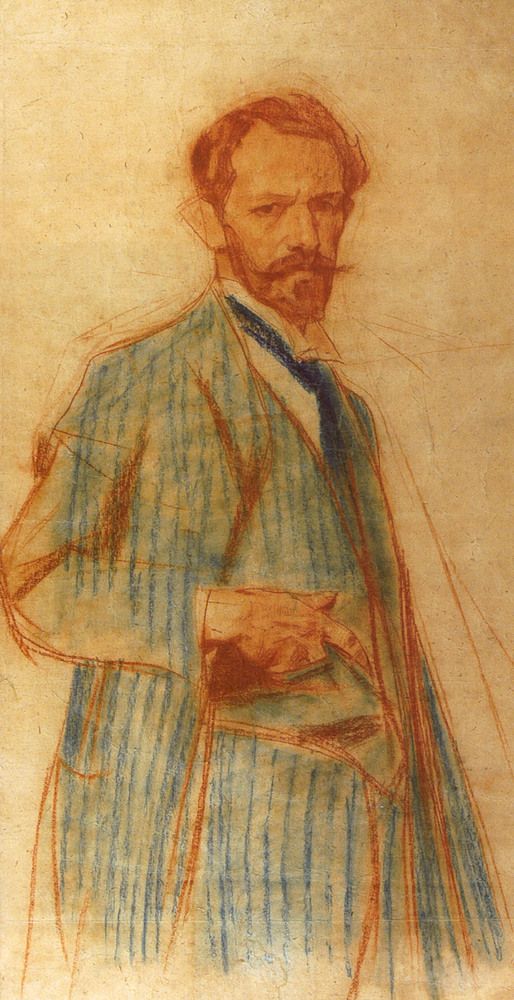
Самопортрет
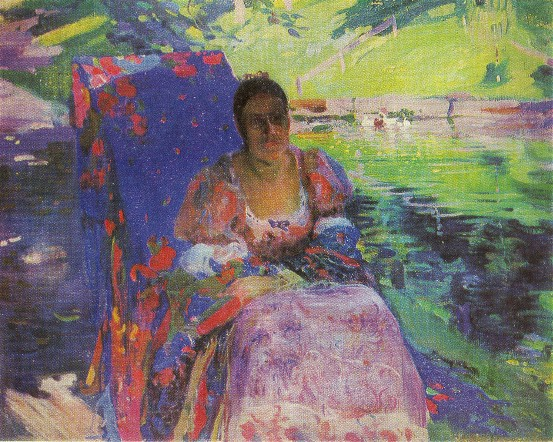
На ставку. Портрет Маргарити Мурашко, 1913
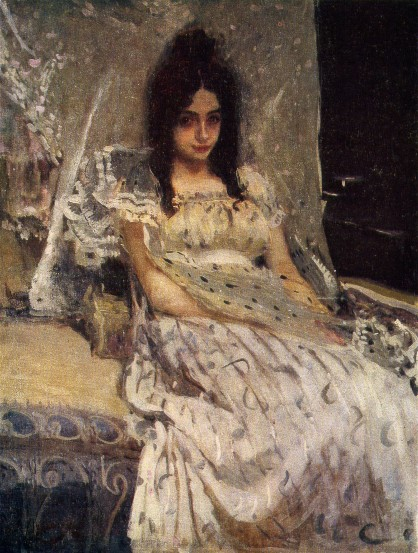
«Тетяна», 1902
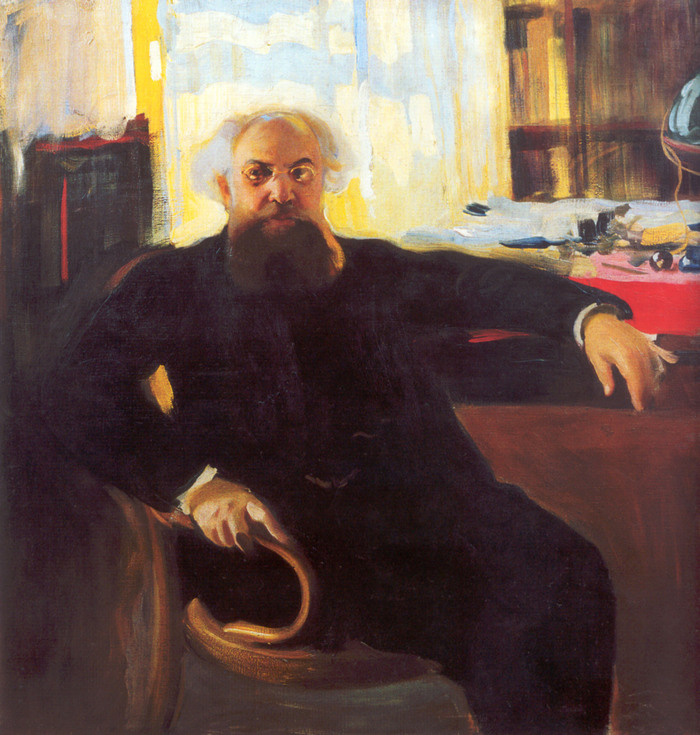
Портрет Адріяна Прахова, 1904
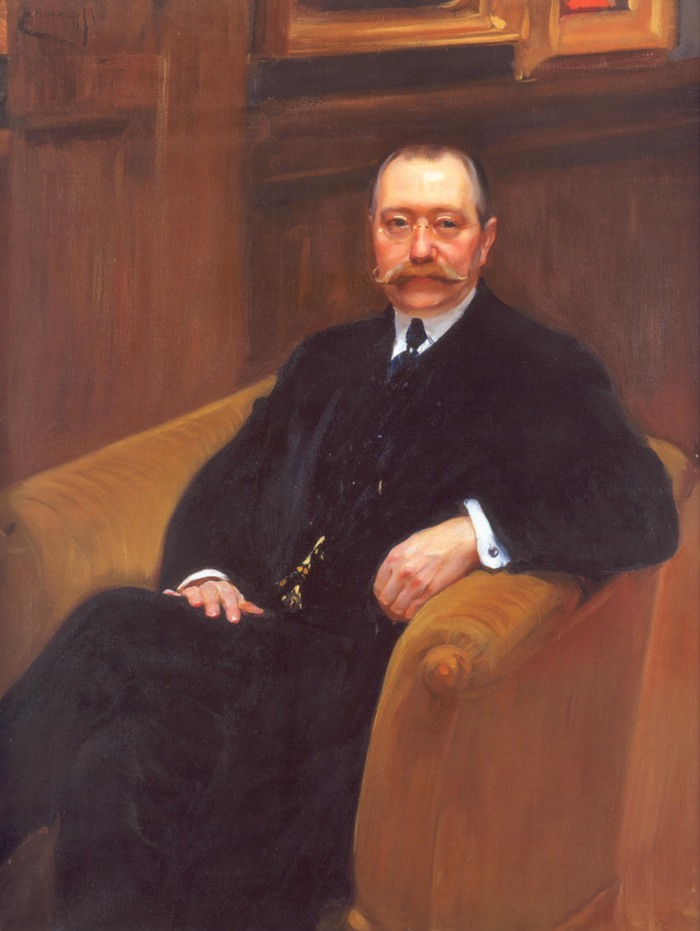
Портрет Георгія Шлейфера
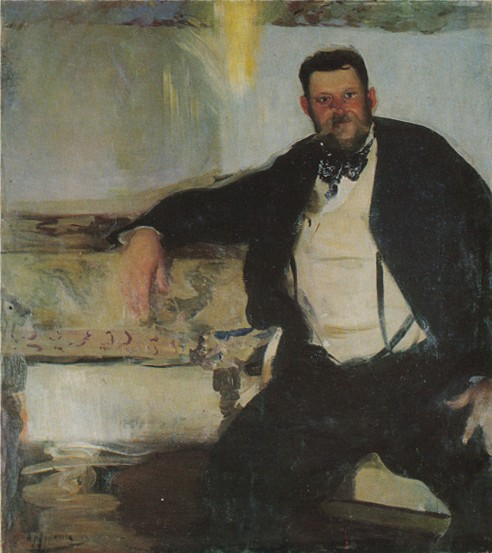
Портрет Яна Станіславського
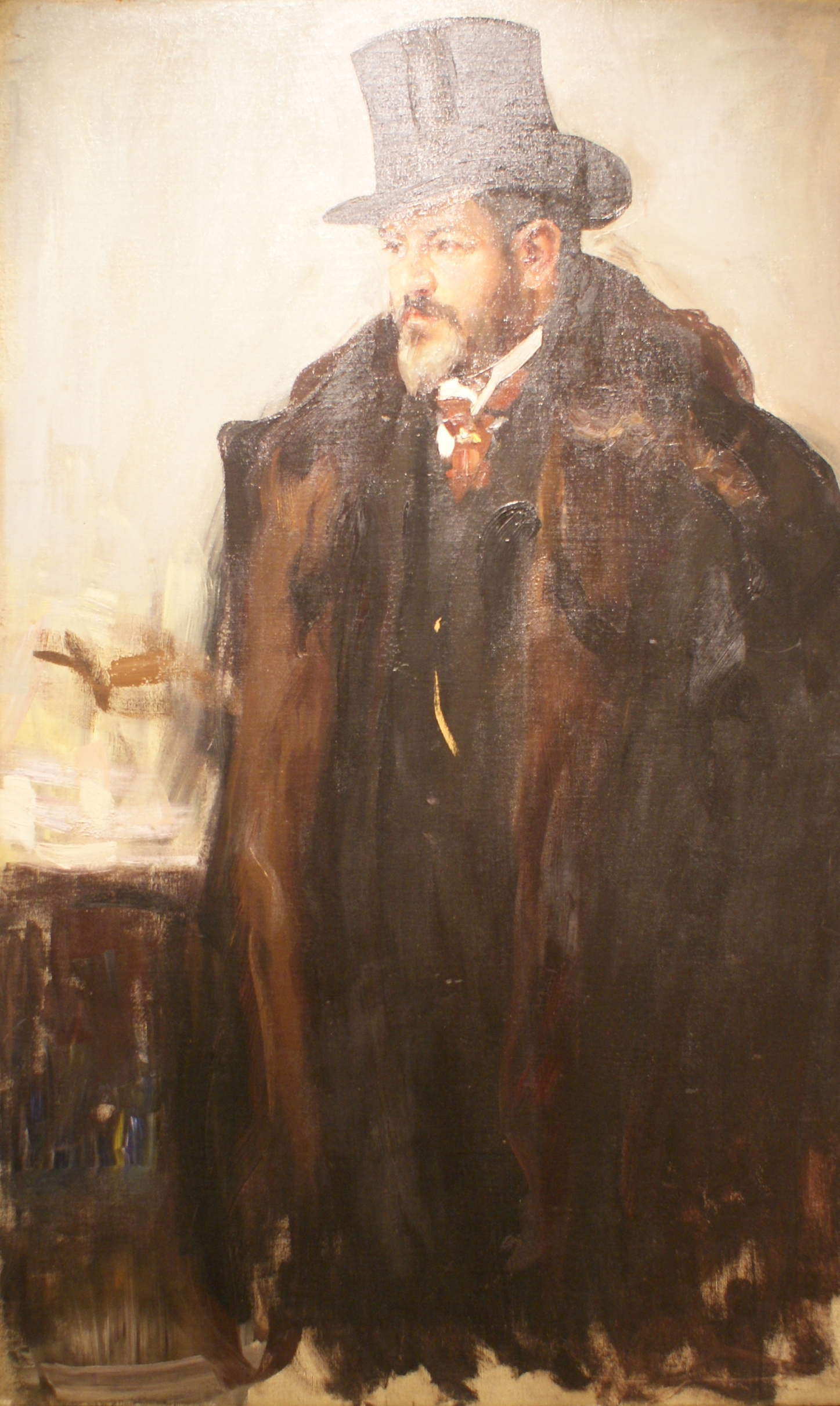
Портрет Л. М. Бенуа. Полотно, олія, Національний художній музей Білорусі

## Пам'ять
|                                                    |  |  |
| Ювілейна монета НБУ, присвячена Олександру Мурашку |  |  |

Постановою Верховної Ради України № 184-VIII від 11 лютого 2015 року «Про відзначення пам'ятних дат і ювілеїв у 2015 році» 140-річчя з дня народження Олександра Мурашка відзначалося на державному рівні.
2 вересня 2015 року введена в обіг ювілейна монета з нейзильберу номіналом 2 гривні «Олександр Мурашко». Вона належить до серії «Видатні особистості України».